# Bosemprella incarnata
Bosemprella incarnata, hoekige platschelp in het Nederlands, is een tweekleppigensoort uit de familie Tellinidae. De wetenschappelijke naam is gepubliceerd in 1758 door Linnaeus in de tiende editie van Systema naturae als Tellina incarnata.  Een ander synoniem is Tellina squalida.
Rechter en linker klep van hetzelfde exemplaar:

Rechter klep
Linker klep